# 록스타 리즈
록스타 리즈(영어: Rockstar Leeds)는 록스타 게임스의 스튜디오 중 하나로, 스코틀랜드 에든버러에 위치하고 있다.

## 개발한 게임

### Möbius Entertainment
- 맥스 페인 (비디오 게임)

### 록스타 리즈
- 그랜드 테프트 오토: 리버티 시티 스토리즈
- 그랜드 테프트 오토: 바이스 시티 스토리즈
- 더 워리어스
- 맨헌트 2
- 그랜드 테프트 오토: 차이나타운 워즈
- 레드 데드 리뎀션
- L.A. 누아르
- 맥스 페인 3
- 그랜드 테프트 오토 V
- 레드 데드 리뎀션 2